# Quá trình đa biến
Các  quá trình đẳng nhiệt và đoạn nhiệt là những quá trình lý tưởng bởi vì chúng đòi hỏi các thành phân cách giữa hệ với ngoại vật phải hoàn toàn cách nhiệt. Ðiều đó trong thực tế không thể có mà chỉ có những thành không hoàn toàn dẫn nhiệt tức thời, và cũng không hoàn toàn cách nhiệt. Các quá trình trung gian này gọi là quá trình đa biến. Quá trình đa biến (vài nơi còn gọi là quá trình đẳng dung) (Tiếng anh: polytropic process) là quá trình biến đổi trong đó nhiệt dung mol C của chất khí là không đổi, điều này tương đương với phương trình:
{\displaystyle C={\frac {\delta Q}{\mathrm {d} T}}={\text{const}}}
Với {\displaystyle \delta Q} là nhiệt lượng nhận vào (hoặc nhả ra) và {\displaystyle \mathrm {d} T} là độ biến thiên nhiệt độ tương ứng. 

## Phương trình đa biến
Xét {\displaystyle \nu } mol khí lý tưởng nhất định đang trong quá trình đa biến thuận nghịch
1. Phương trình nguyên lý một nhiệt động lực học dạng vi phân :  {\displaystyle \mathrm {d} U=\delta Q-\mathrm {d} A}
2. Biểu thức công {\displaystyle \mathrm {d} A} khí thực hiện :  {\displaystyle \mathrm {d} A=p\mathrm {d} V}
3. Biểu thức nhiệt lượng {\displaystyle \delta Q} khí nhận :  {\displaystyle \delta Q=\nu C\mathrm {d} T}
4. Biểu thức của nội năng :  {\displaystyle \mathrm {d} U=\nu C_{V}\mathrm {d} T}
5. Phương trình trạng thái khí lý tưởng :  {\displaystyle pV=\nu Rt}

Thay (2),(3),(4) vào (1) : {\displaystyle \nu C_{V}\mathrm {d} T=\nu C\mathrm {d} T-p\mathrm {d} V}
{\displaystyle \Leftrightarrow (C-C_{V})\nu \mathrm {d} T=p\mathrm {d} V\qquad (*)}
Lấy vi phân 2 vế phương trình trạng thái : {\displaystyle p\mathrm {d} V+V\mathrm {d} p=\nu R\mathrm {d} T}
{\displaystyle \Leftrightarrow \nu \mathrm {d} T={\frac {p\mathrm {d} V+V\mathrm {d} p}{R}}\qquad (**)}
Thế {\displaystyle (**)} vào {\displaystyle (*)}, ta có:
{\displaystyle {\frac {C-C_{V}}{R}}(p\mathrm {d} V+V\mathrm {d} p)=pdV}   hay là:   {\displaystyle {\frac {C-C_{V}-R}{C-C_{V}}}p\mathrm {d} V=-V\mathrm {d} p}
Từ đây ta đặt:
{\displaystyle n={\frac {C-C_{V}-R}{C-C_{V}}}={\frac {C-C_{p}}{C-C_{V}}}}
{\displaystyle \Rightarrow np\mathrm {d} V=-V\mathrm {d} p}
{\displaystyle \Leftrightarrow n{\frac {\mathrm {d} V}{V}}=-{\frac {\mathrm {d} p}{p}}}
Lấy tích phân và rút gọn, ta ra được: 
{\displaystyle pV^{n}={\text{const}}}
Đây chính là phương trình của quá trình đa biến thuận nghịch.
Từ đây ta cũng có thể tìm nhiệt dung mol của một quá trình đẳng dung:
{\displaystyle C=C_{V}-{\frac {R}{n-1}}}

## Sự tương đương giữa chỉ số đa biến và tỷ lệ truyền năng lượng

Các quá trình đa biến hoạt động khác nhau với các chỉ số đa biến khác nhau. Một quá trình đa biến có thể tạo ra các quá trình nhiệt động cơ bản khác.

Đối với một khí lý tưởng trong một hệ kín, trải qua một quá trình chậm với động năng và thế năng thay đổi không đáng kể thì quá trình này là đa biến thuận nghịch, nếu:
{\displaystyle pv^{(1-\gamma )K+\gamma }=C}
trong đó C là một hằng số, {\displaystyle K={\frac {\delta q}{\delta w}}}, {\displaystyle \gamma ={\frac {C_{p}}{C_{V}}}} và với chỉ số đa biến {\displaystyle n={(1-\gamma )K+\gamma }}.

## Mối quan hệ với các quá trình lý tưởng
Đối với các giá trị nhất định của chỉ số đa biến, quá trình sẽ giống với các quá trình thông thường khác. Một số ví dụ về ảnh hưởng của các giá trị chỉ số khác nhau được đưa ra trong bảng sau.
| Chỉ số đa biến                          | Nhiệt dung mol                        | Quan hệ                                     | Các hiệu ứng |
| --------------------------------------- | ------------------------------------- | ------------------------------------------- | --- |
| {\displaystyle n\in (-\infty ;0)}       | {\displaystyle C\in (C_{V};C_{p})}    | -                                           | Số mũ âm phản ánh một quá trình nơi công và nhiệt chảy đồng thời vào hoặc ra khỏi hệ thống. Trong trường hợp không có lực ngoại trừ áp suất, quá trình tự phát như vậy không được phép theo nguyên lý thứ hai của nhiệt động lực học. ; tuy nhiên, số mũ âm có thể có ý nghĩa trong một số trường hợp đặc biệt không bị chi phối bởi tương tác nhiệt, chẳng hạn như trong các quá trình của một số plasmas trong vật lý thiên văn, hoặc nếu có các dạng năng lượng khác (ví dụ năng lượng hóa học) tham gia vào quá trình này (ví dụ nổ). |
| {\displaystyle n=0}                     | {\displaystyle C=C_{p}}               | {\displaystyle p={\text{const}}}            | Tương đương với quá trình đẳng áp (áp suất không đổi) |
| {\displaystyle n=1}                     | {\displaystyle C=+\infty }            | {\displaystyle pV={\text{const}}}           | Tương đương với quá trình đẳng nhiệt (nhiệt độ không đổi) |
| {\displaystyle n\in (1;\gamma )}        | {\displaystyle C\in (-\infty ;C_{V})} | -                                           | Theo giả thiết của định luật khí lý tưởng, nhiệt lượng và dòng công đi ngược chiều nhau (K > 0), chẳng hạn như trong hệ thống máy lạnh hấp thụ trong quá trình nén, trong đó nhiệt độ hơi tăng do máy nén thực hiện trên hơi dẫn đến một số tổn thất nhiệt từ hơi ra môi trường làm mát. |
| {\displaystyle n=\gamma }               | {\displaystyle C=0}                   | {\displaystyle pV^{\gamma }={\text{const}}} | Tương đương với quá trình đoạn nhiệt thuận nghịch (không trao đổi nhiệt với môi trường) |
| {\displaystyle n\in (\gamma ;+\infty )} | {\displaystyle C\in (0;C_{V})}        | -                                           | Theo giả thiết của định luật khí lý tưởng, nhiệt lượng và dòng công đi cùng chiều (K < 0), chẳng hạn như trong động cơ đốt trong trong quá trình sinh công, nơi nhiệt bị mất từ các sản phẩm cháy nóng, qua thành xi lanh, đến môi trường xung quanh mát hơn, đồng thời khi các sản phẩm cháy nóng đó đẩy lên pít-tông. |
| {\displaystyle n=+\infty }              | {\displaystyle C=C_{V}}               | {\displaystyle V={\text{const}}}            | Tương đương với quá trình đẳng tích (thể tích không đổi) |

Khi chỉ số n nằm giữa hai giá trị bất kỳ (0, 1, {\displaystyle \gamma } hoặc {\displaystyle \infty }), điều đó có nghĩa là đường cong đoạn nhiệt sẽ cắt qua (bị giới hạn bởi) đường cong của hai chỉ số giới hạn.
Trong đó {\displaystyle \gamma } là tỷ số giữa nhiệt dung đẳng áp ({\displaystyle C_{P}}) trên nhiệt dung đẳng tích ({\displaystyle C_{V}}).

{\displaystyle \gamma ={\frac {C_{p}}{C_{V}}}={\frac {C_{V}+R}{C_{V}}}=1+{\frac {R}{C_{V}}}={\frac {C_{p}}{C_{p}-R}}.}